# Robert Rohde (Politiker)
Robert Rohde (* 30. Juli 1900 in Brandenburg an der Havel; † 12. Februar 1958 in Berlin), war ein deutscher Politiker (SPD).
Robert Rohde besuchte eine Volksschule und machte eine Lehre als Böttcher. 1920 trat er der SPD bei. Er war bis 1933 Angestellter beim Verband der Nahrungsmittel- und Getränkearbeiter (VNG). 1934 machte er die Meisterprüfung und wurde anschließend selbständiger Böttchermeister.
Nach dem Zweiten Weltkrieg wurde Rohde Parteisekretär. Bei der ersten Berliner Wahl 1946 wurde er in die Stadtverordnetenversammlung von Groß-Berlin gewählt. Auch bei der folgenden Wahl 1948 wurde er wieder gewählt, schied aber im Januar 1949 aus dem Parlament aus. Seine Nachrückerin wurde daraufhin Gertrud Kirchhoff.